# Renaissance Center

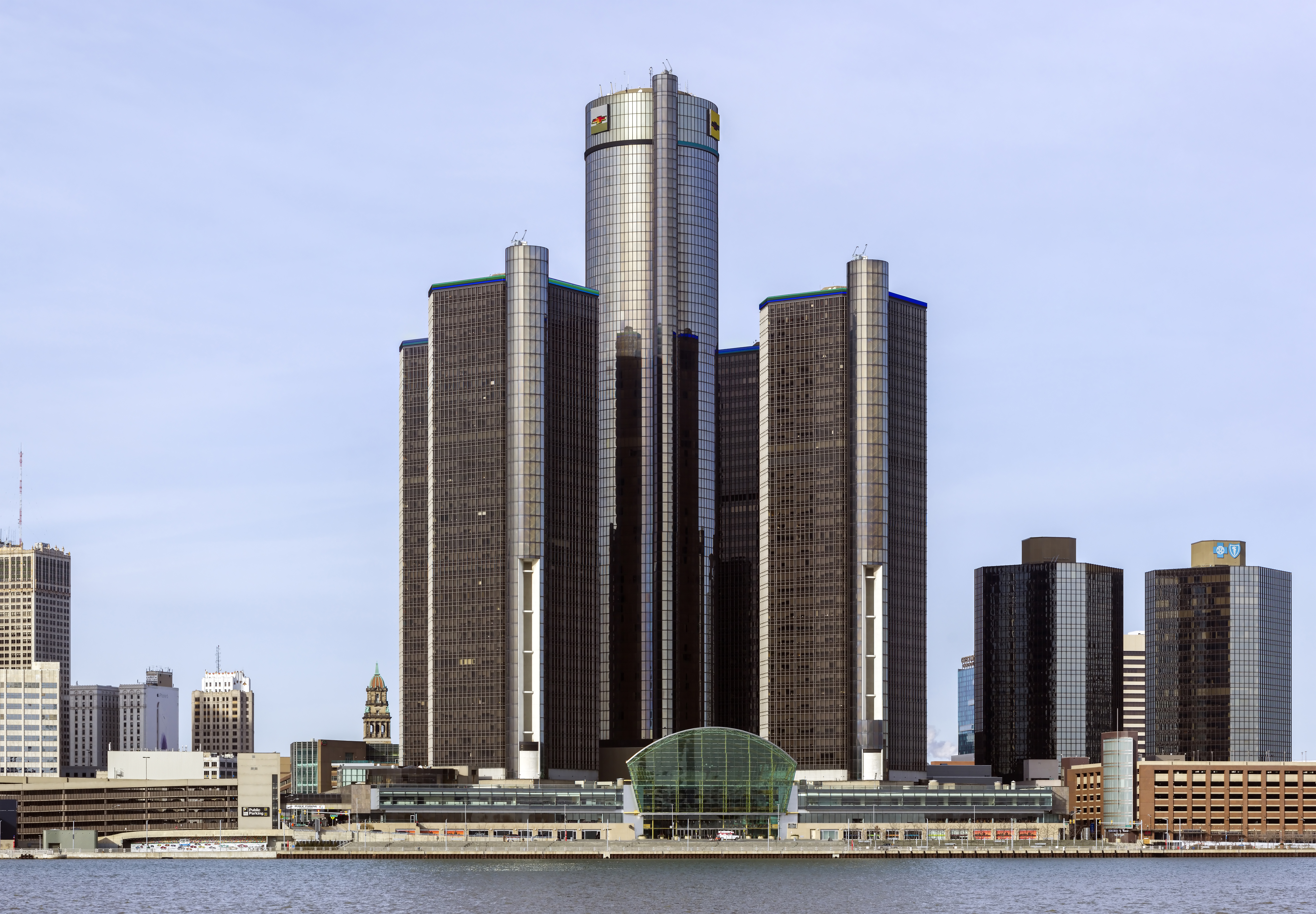
Renaissance Center.

Renaissance Center är en grupp av sju skyskrapor i centrala Detroit vid Detroit River. Renaissance Center ägs av General Motors och är koncernens huvudkontor. Det är staten Michigans högsta byggnad och byggdes 1973–1977.
Renaissance Center går tillbaka till en vision av Henry Ford II, och projektet finansierades främst av Ford Motor Company. Målet var att väcka liv i Detroits innerstad och stadens ekonomi. 1970 bildade Henry Ford tillsammans med andra näringslivsföreträdare utvecklingsorganisationen Detroit Renaissance.
1977 invigdes Renaissance Center av Henry Ford II och Detroits borgmästare Coleman Young. Ford ägde en stor del av komplexet, innan General Motors köpte hela Renaissance Center 1996 och flyttade sitt huvudkontor dit.